# Križ, Komenda
Križ este o localitate din comuna Komenda, Slovenia, cu o populație de 447 de locuitori.